# Strofilas
Koordinaten: 37° 46′ 47,9″ N, 24° 51′ 17,6″ O
Der Fundort Strofilas (griechisch Στρόφιλας (m. sg.), auch als Strophilas transkribiert) auf der Kykladeninsel Andros ist das bisher älteste bekannte Beispiel defensiver Siedlungsarchitektur auf einer Ägäisinsel. Die Anlage wird in die Spätphase der jungsteinzeitlichen Attika-Kephala-Kultur und die frühe Phase der bronzezeitlichen Grotta-Pelos-Kultur zwischen 4500 und 3300 v. Chr. datiert. Ohne erkennbare Gewaltspuren erfolgte die endgültige Auflassung. In der späten Jungsteinzeit war Strofilas eine große, dicht besiedelte und wohlhabende Siedlung mit politischen, wirtschaftlichen und sozialen Strukturen. Als urbane Siedlung wird es früher datiert als die früh-bronzezeitlichen Beispiele in der nördlichen und östlichen Ägäis wie Troja, Liman Tepe (beim antiken Klazomenai, westlich von Izmir) oder Poliochni. Der etwa 2,5 Kilometer südwestlich gelegene Fundort beim Kap Plaka ist möglicherweise eine Folgesiedlung.

## Lage

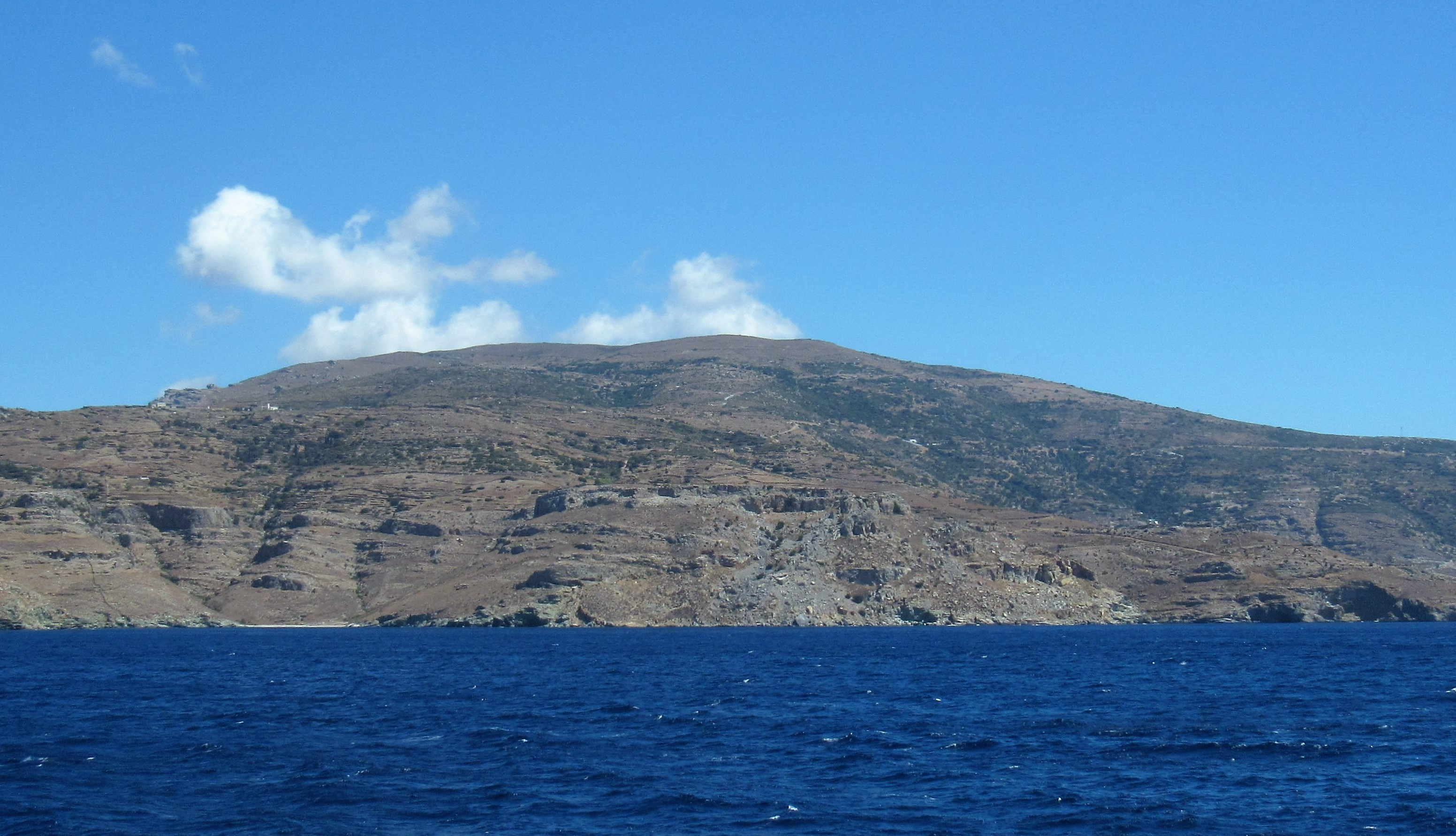
Kap Strofilas von Westen

Das Kap Strofilas (Ακρωτήρι Στρόφιλας) liegt in der Mitte der Westküste von Andros. Das Gipfelplateau ist zum Meer hin durch steile hohe Felsen natürlich befestigt. Die Siedlung liegt auf dem weitläufigen Plateau zwischen 120 und 140 m Höhe. Zu beiden Seiten des Kaps liegen sichere Ankerplätze. Der landseitige Zugang über einen Sattel war durch ein komplexes Verteidigungssystem gesichert. Die Lage von Strofilas ermöglichte seinen Bewohnern die Kontrolle der bedeutenden Metall- und Seehandelswege von Attika und Euböa bis nach Sifnos und Paros.
In unmittelbarer Nähe des Fundplatzes liegen ein Steinbruch mit Betonwerk und die ungeordnete Mülldeponie der Insel; auf dem südlich benachbarten Kap die Siedlung Zagora aus geometrischer Zeit.

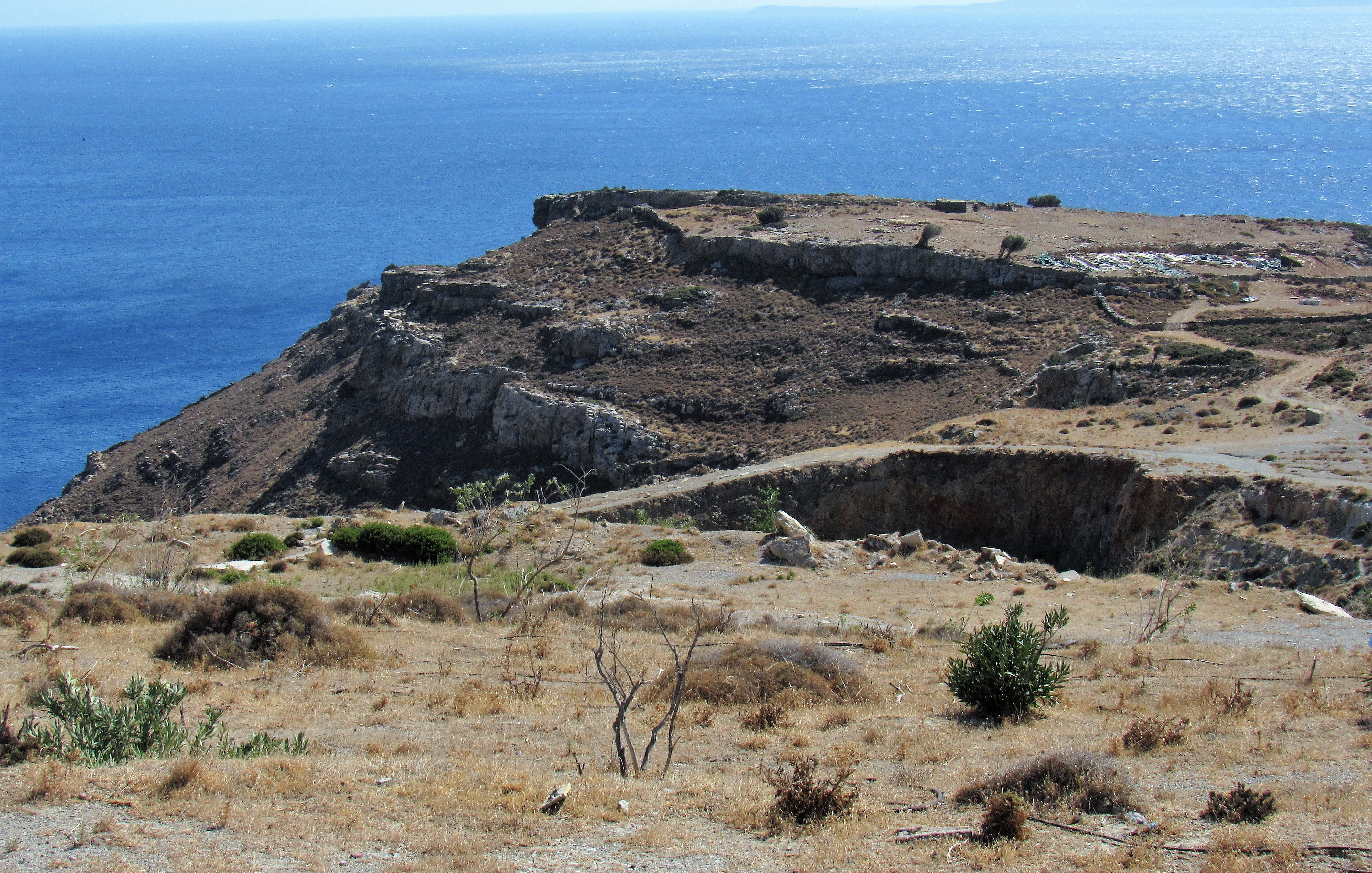
Strofilas

## Archäologische Ausgrabungen
In seiner Dissertation erwähnt Robin Barber 1978 einen möglichen frühbronzezeitlichen Fundort auf der Landzunge unmittelbar nördlich von Zagora, der ihm von Mitgliedern des dortigen Grabungsteams mitgeteilt worden war. Ebenfalls mit Bezug zu Zagora berichtet Anthi Koutsoukou 1992 in ihrer Dissertation von der dem Wind ausgesetzten und wasserlosen Fundstelle Strophylas. Auffallend waren bei ihrer Begehung rotpolierte Keramik, ähnlich der von Kephala, sowie gestielte und blattförmige Obsidianspitzen. Sie vermutete, dass sich an Stelle der modernen Trockenmauer ehemals eine ältere Mauer befand und schätzte den Fundort im Übergangsbereich von Jungsteinzeit zur Bronzezeit. Im Rahmen einer Oberflächenbegehung untersuchte die Archäologin Christina Televantou im Herbst 1992 das kleinere Plateau Strófillas (Στρόφιλλας). Anhand von Oberflächenfunden wie Steinwerkzeugen, Obsidianklingen und Keramikscherben konnte sie die bemerkenswerten Überreste einer prähistorischen Siedlung der späten Jungsteinzeit zuordnen. Auf einer Fläche von etwa zwei Hektar sind die Überreste der dicht bebauten Siedlung erhalten. Sie waren von umfangreichen Lesesteinhaufen abgedeckt, die Landwirte in den letzten Jahren angelegt hatten. Seit 1998 leitet Christina Televantou die archäologischen Ausgrabungen, inzwischen als Mitarbeiterin der 21. Ephorie für Prähistorische und Klassische Altertümer (KA' Eφορεία Προϊστορικών και Κλασικών Αρχαιοτήτων).

## Anlage

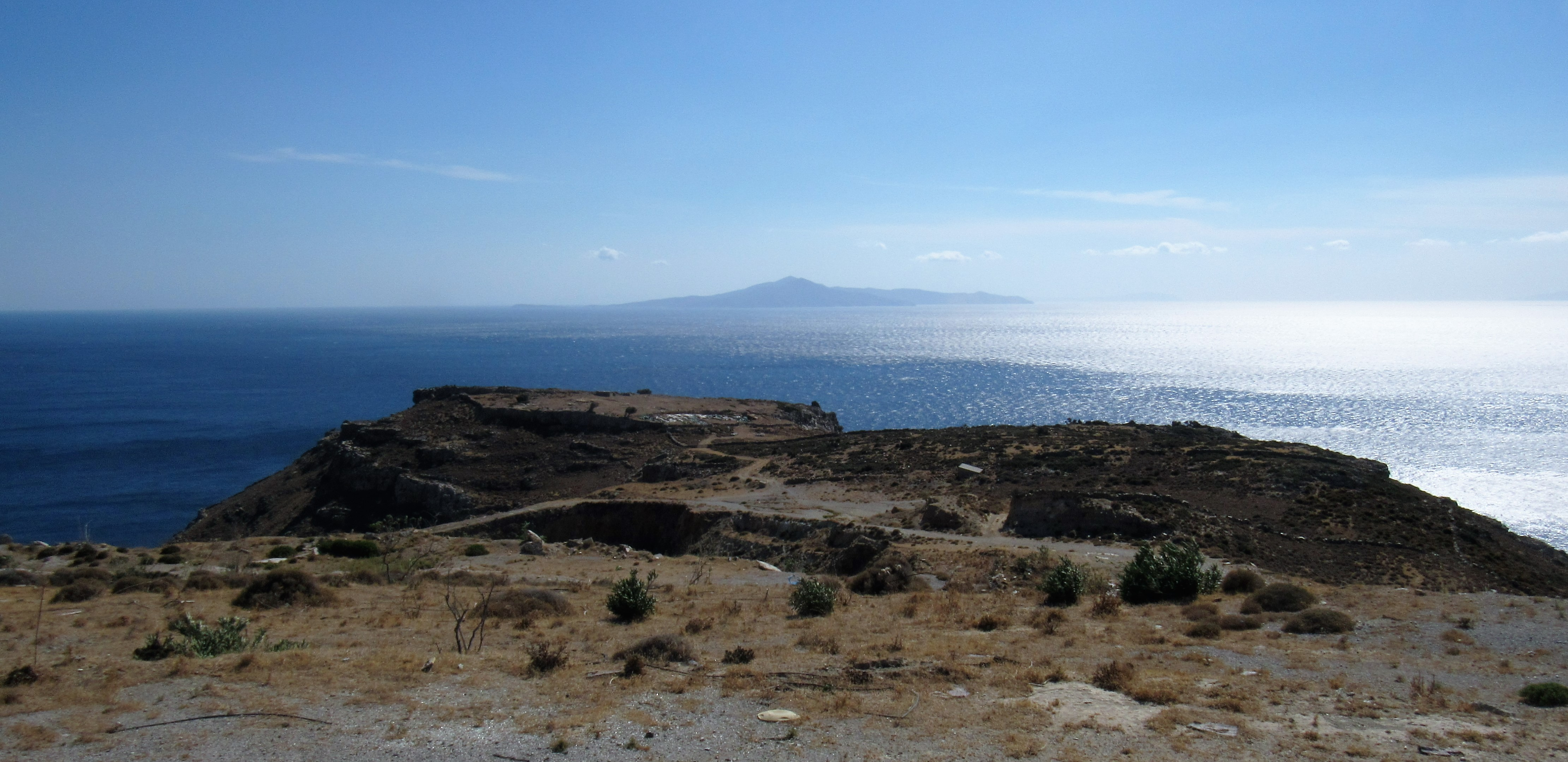
Strofilas

Die einzige landseitige Zugangsmöglichkeit zur befestigten Siedlung von Strofilas war durch ein gestaffeltes System bestehend aus Vormauer und einer Festungsmauer mit Bastionen gesichert. Die Befestigung umschließt auf dem Plateau des Kap Strofilas (Ακρωτήρι Στρόφιλας) etwa 2,5 bis 3 Hektar mit der Siedlung und einer Freifläche. Die gut organisierte Siedlung bestand aus dicht aneinander gebauten geräumigen Gebäuden mit apsidenförmigem oder rechteckigem Grundriss. Mehrere Siedlungsphasen sind nachweisbar.

### Befestigung
Auf dem unteren Teil des Sattels verbindet eine etwa 80 Zentimeter breite Vormauer (protichisma προτείχησμα) aus großen bearbeiteten Steinen mit der Funktion als Annäherungshindernis die beiden steilen Felshänge des Plateaus. Diese Mauer vom Ende des Spätneolithikums oder dem Beginn des Endneolithikums ist fast über ihre gesamte Länge sichtbar und von einer neuzeitlichen Trockenmauer überbaut. Weiter südlich verläuft die höher gelegene Hauptmauer parallel in einem Abstand von etwa 15 Metern. Die Hauptmauer ist stellenweise bis zu einer Höhe von 2 Metern in sehr gutem Zustand erhalten. Eine ursprüngliche Höhe von 3,5 bis 4 Metern wird vermutet. Die Mauerbreite variiert zwischen 1,6 und 2,5 Meter, sie verstärkt sich bei den Bastionen auf mehr als 5 Meter. Die zweischalige Mauer besteht aus großen Steinen mit Lehmbindemittel und einer Füllung aus kleineren Steinen. Eine besonders starke Bastion sicherte ein Tor am westlichen Mauerende. Zwei weitere ähnliche Bastionen sicherten den zentralen und westlichen Bereich. Die gesamte Befestigungsanlage schützte neben der Hochebene mit der Siedlung auch die weitläufige Landzunge und ermöglichte im Belagerungszustand das Weiden von Tierherden.
Der deutliche Höhenunterschied zwischen der Vormauer in Verbindung mit der höher gelegenen Hauptmauer und den Bastionen stellt ein komplexes Verteidigungssystem dar. Dieser Höhenunterschied sicherte den Verteidigern einen besseren Überblick und eine größere Reichweite der Waffen. Durch den begrenzten Raum zwischen den Mauern waren die Bewegungsmöglichkeiten der Angreifer eingeengt.
Der neolithische Fundort von Strofilas ist das bisher älteste bekannte Beispiel einer Befestigungsanlage auf den Ägäisinseln. Aufgrund von baulichen Gemeinsamkeiten mit später entstandenen Fluchtplätzen und befestigten Dörfern der bronzezeitlichen frühkykladischen Kastri-Phase wird sie als deren Vorläufer angesehen. Bevorzugte Lagen waren Hügeloberflächen, der Verlauf von Festungsmauern orientierte sich an den örtlichen, topographischen Gegebenheiten, dabei wurden große Geröllblöcke und Felsen einbezogen, sie werden als eigenständige lokale südägäische Entwicklung zur Verteidigung größerer Siedlungen angesehen.

### Gebäude
Die Siedlung war dicht mit geräumigen Gebäuden mit apsidenförmigem oder rechteckigem Grundriss bebaut. Das Mauerwerk war sorgfältig und stabil aus Platten von lokal anstehendem Gestein mit einem hohen Lehmanteil errichtet. Die Außenmauern sind teilweise bis zu einer Höhe von einem Meter erhalten. Ihre Stärke von 60 bis 80 cm lässt auf ein zweites Stockwerk schließen. Die Fußböden bestanden aus gestampfter Erde. Vermutlich besaßen die Gebäude Flachdächer aus einer Deckung mit Steinplatten und Mörtel.
Die älteste Struktur ist der Apsidenbau 1, dem nordwestlich ein weiterer Apsidenbau angeschlossen war. Das Gebäude von 6 m × 10 m war in zwei Räume unterteilt. Im östlichen Raum wurden reichlich spätneolithische Keramik und weitere Artefakte nachgewiesen. Bemerkenswert sind die Fragmente eines zylindrischen Pyxis und eine Marmorfigurine mit dreieckigem Kopf der frühkykladischen (FK I) Pelos-Lakkoudes-Kultur. Im südwestlichen Bereich war der Apsidenbau 1 durch ein rechteckiges Gebäude überbaut. Das 12,5 m × 13,5 m große Gebäude Beta besteht aus dem etwa 100 m² großen Raum 3 (Χώρος 3), an der Ostseite schließen sich zwei kleineren Räume an. Im Raum 3 sind fünf Steinplatten regelmäßig angeordnet, sie dienten zur Aufnahme von Holzpfosten für die Dachkonstruktion. Im südöstlichen Bereich ist verdichteter und geglätteter roter Lehm erhalten.
Größtes Gebäude ist ein geschlossener Hallenbau, der im Süden vom Gebäude Beta und den Apsidenbauten 1 und 2 im Osten umgeben ist. Dieses Gebäude mit einer Grundfläche von etwa 100 m² ist durch zwei Ebenen unterteilt. Der südliche Teil, der etwa ein Drittel des gesamten Gebäudes einnimmt, hat einen erhöhten Lehmboden mit einer zentralen großen kreisförmigen Steinkonstruktion von etwa 2 m Durchmesser sowie einer Steinbank entlang der Südseite. Der zweite Hallenbereich vor diesem erhöhten Boden hat eine Fläche von 70 m². Auf der flachen und geglätteten Oberfläche des Untergrundes befindet sich das bisher größte bekannte und komplexeste Felsbild der Ägäis.
Die apsidenförmigen Grundrisse zählen zu den frühesten bekannten Belegen dieser Form in Griechenland. Zeitgleiche Verwendungen sind aus Rachmani in Thessalien sowie aus Ftelia auf Mykonos belegt. Von jungsteinzeitlichen Gebäuden aus Chios und Rhodos sind kurvige oder D-förmige Grundrisse nachgewiesen. Für die frühhelladischen Epochen FH II und III sind bisher in den zentralen Regionen des griechischen Festlandes reine Apsidenhäuser dokumentiert, für die zeitgleiche kykladische Keros-Syros-Kultur Siedlungen mit kreisförmigem Grundriss belegt.

## Felsbilder
Bei den Ausgrabungen in Strofilas wurden die umfangreichsten und frühesten Felsbild-Kompositionen in der Ägäis freigelegt. Die schematischen oder naturalistischen Motive datieren in der spätneolithischen Phase der Siedlung. Insgesamt bedecken mehr als 100 Darstellungen eine Gesamtfläche von etwa 200 m². Die bisher bedeutendsten wurden auf der Oberfläche des Untergrundes etwas außerhalb und an einigen Blöcken direkt auf der Festungsmauer sowie auf dem Felsboden des Heiligtums im Inneren der Siedlung entdeckt. Die Mehrheit dieser gepickten oder geritzten Felsbilder ist nur bei günstigen Lichtbedingungen nach Sonnenaufgang oder kurz vor Sonnenuntergang sichtbar. Vielleicht waren sie ehemals weiß eingefärbt.
Auf dem anstehenden Fels außerhalb der Hauptmauer und im östlichen Bereich der Ausgrabung nimmt eine sehr große Komposition eine Fläche von etwa 70 m² ein. Die Motive zeigen die beiden bedeutendsten Tätigkeiten, die das Überleben der Bewohner der Siedlungen sicherten: landwirtschaftliche Praktiken, insbesondere Tierhaltung, aber auch die Jagd auf Wildtiere wie Hirsch, Wolf und Schakale und daneben ihre maritimen Aktivitäten um Fischerei, Handel und Navigation. Mindestens 12 Schiffe verschiedener Typen und Größen sind dargestellt, daneben zahlreiche Tiere, ein großer Fisch und möglicherweise ein Oktopus. Die Darstellung eines Tiertransports zeigt die Bedeutung der ehemals vegetationsreichen Insel Andros in der Entwicklung des Schiffbaus und im Seehandel. Diese naturalistischen Motive sind mit verschiedenartigen schematischen kombiniert, wie eine Art menschlicher Fußabdruck in Form einer Acht, ein Motiv, das auch von Naxos bekannt ist, jungsteinzeitliche Ringidole sowie kleine, spiralförmig angeordnete gepickte runde Vertiefungen, weitere Symbole sind nicht erklärbar.
Die Hauptmauer ist in regelmäßigen Abständen mit Hauptmotiven um das Boot dekoriert, einzeln oder in Gruppen. Bei der zentralen Bastion scheint eine Prozession von vier Booten eine Gemeinschaftsarbeit wie Angeln oder Handel wiederzugeben. Östlichen des Tores wurde ein größeres Boot mit einem Fisch kombiniert dargestellt. Die Boote sind in der Richtung des Haupttores orientiert und könnten als Wegweiser für den Eingang zur Siedlung funktioniert haben. Insgesamt geben die Bootsdarstellungen Hinweise auf Schiffstypen in der Jungsteinzeit. Sie entsprechen auch in Verbindung mit der schematischen Darstellung der Ruderer späteren Darstellungen auf dem Schiffsfresko von Akrotiri. Die Ähnlichkeit der Flottille von vier Schiffen auf der zentralen Mauerbastion sowie übereinander liegende Schiffsreihen, die den Eindruck räumlicher Tiefe vermitteln, sind weitere ikonografische Parallelen zu Akrotiri. Das Schiff als häufigstes Motiv der Felsbilder in Verbindung mit der Wehrmauer unterstreicht die enge Beziehung der Einwohner von Strofilas zu ihren maritimen Aktivitäten, denen sie Wachstum und Entwicklung verdanken und ihre Bedeutung als Knotenpunkt auf den damaligen Seewegen.
Der gekrümmte Schiffstyp von Strofilas ist von frühkykladischen Darstellungen unbekannt, besonders auf den sogenannten „Kykladenpfannen“ sind eckige Schiffsformen vertreten. Die Kombination aus gekrümmtem Schiffstyp mit jungsteinzeitlichen Ringidolen auf den Felsbildern des nahegelegenen Fundortes Plaka aus der früh- bis mittelkykladischen Periode wird als Fortsetzung der jungsteinzeitlichen Bildkunst angesehen. Übereinstimmungen der naturalistischen Darstellung von Wild-, Haus- und Meerestieren reichen bis in die spätkykladische Zeit. Vom Fundort Vathy auf der Dodekanes-Insel Astypalea sind an zwei Zugangstoren vergleichbare Felsbilder mit drei Ruderbooten und mit Spiralen bekannt. Darstellungen und Auswahl der Szenen sowie ihrer künstlerischen Ausführung zeigen große Übereinstimmung mit den Motiven auf Marmorplatten von Korfi t’ Aroniou nahe der Südostküste Naxos.
Die größte bekannte und komplexeste Felsbild-Darstellung der Ägäis zeigt die engen Beziehungen zum Meer. Sie befindet sich innerhalb der Siedlung im größeren Bereich des Heiligtums. Um einen großen, länglichen Ausschnitt auf der geglätteten Felsoberfläche sind unregelmäßig verteilte Vertiefungen im Gestein gruppiert. An einer Seite des Ausschnitts ist ein großer Fisch eingepickt dargestellt. Der Ausschnitt war mit einer schwarzen Substanz gefüllt, die als organische Rückstände von Opfergaben vermutet werden. Ein sich mehrmals wiederholendes Spiralmotiv aus kleinen, dicht gepickten Vertiefungen scheint die restlichen Motive zu verbinden. Weitere Schiffsgruppen, davon ein Tiertransport auf der rechten Seite und ein Wasservogel sind in der Mitte dargestellt.

## Funde
Keramikfragmente aus den unteren Siedlungsschichten liegen in großer Menge vor und sind oft sehr gut erhalten, dagegen ist Keramik der letzten Siedlungsphase relativ selten. Daraus wird geschlossen, dass die Bewohner bei der Aufgabe der Siedlung ihrer Hausrat mitnahmen. Die vielfältigen Gefäßformen zeigen wesentliche Ähnlichkeiten zur Keramik von den Fundorten Kephala auf Kea, Attika, der Argolis, der Alepotrypa-Höhle in der Mani, Emborios auf Chios der Zas-Höhle auf Naxos und sind der Attika-Kephala-Kultur zuzurechnen. Große Vorratsgefäße sind Pithoi sowie kandilaähnliche Gefäße mit horizontalen Schnurösen oder Griffen und modellierten Nachahmungen von Schnüren, diese gelegentlich mit einem zickzack Verlauf. Bei den Schalen unterschiedlicher Größen überwiegen die offenen Formen, ein tassenartiges Gefäß hat ein am Rand angebrachten Henkel. Die Töpferwaren sind verschiedenartig. Eine Art ist einfarbig, dunkel und häufig poliert, die andere trägt mit einer weißen Substanz gefülltes Ritzdekor mit vielfältigen Netzornamenten. Eine kleine enge Vase mit einer jungsteinzeitlichen Form zeigt bereits die Differenzierung zwischen Hals und Körper und nimmt die typische Form frühkykladischer Krüge vorweg. Eine geringe Anzahl von Pyxis-Scherben aus einem Apsidenbau ist der frühen Phase der Grotta-Pelos-Kultur zuzurechnen.
Die große Anzahl der Steingeräte umfasst Mahl- und Schleifsteine, Äxte, große blattförmige Speerspitzen oder gestielte Pfeilspitzen hauptsächlich aus Obsidian, aber auch aus Feuerstein. Fragmente von Steinvasen bezeugen einen hohen Standard der Steinverarbeitung. Hinweise auf die handwerklichen Tätigkeiten geben die verschiedene Kleingegenständen wie Knochenwerkzeuge, Schöpfkellen aus Muscheln sowie Schmuck aus verschiedensten Materialien und Siegel. Spinnwirteln aus Ton- und Knochen weisen die Weberei nach und Abdrücke auf der Unterseite von Tonvasen das Korbflechten.
Der gehämmerte Kupferdolch mit Mittelrippe aus dem Gebäude Beta zählt zu den frühesten bekannten Dolchfunden der Ägäis. Drei weitere ebenfalls stratifizierte Exemplare sind aus der Alepotrypa-Höhle und der Zas-Höhle bekannt. Solche Funde zeigen den endneolithisch-frühbronzezeitlichen Siedlungscharakter und liefern in Kombination mit den Nebenfunden neue Beweise für die frühe Metallurgie in der Ägäis. Allerdings ist ihre genauere chronologische Einordnung problematisch. Eine Goldperle bildet zusammen mit der Goldfolie aus der Zas-Höhle die bisher bekannten Goldfunde der jungsteinzeitlichen Kykladen. Sie sind bezeichnend für Kontakte mit Festlandregionen auf dem Balkan, wie Varna an der Schwarzmeerküste. Ihre Form ähnelt einem Silberexemplar aus der Alepotrypa-Höhle.
Zahlreiche verschiedenartige Figurinen sind aus Stein oder Ton gearbeitet. Mit der Qualität ihrer künstlerischen Formen stehen einige davon am Beginn der Kykladenkultur.

## Bedeutung
Zusammen mit Strofilas belegen die Fundorte Mikrogiali und Plaka die durchgehende Entwicklung einer bedeutenden Kultur mindestens ab dem 4. Jahrtausend v. Chr. auf Andros.
Die archäologische Funde von Kephala, Paoura und Agia Irini I auf Kea, Agios Sostis auf Sifnos, der Zas-Höhle auf Naxos, Ftelia auf Mykonos und von Vryokastro, Mikrogyali und Strofilas auf Andros belegen einen bedeutenden Wandel der Wirtschaftsweise von der Jungsteinzeit zur Frühbronzezeit auf den Kykladen. Diese Zeit zwischen 4300 und 3200 v. Chr. war geprägt durch technologischen und kulturellen Austausch. Verbesserungen in der Schifffahrt in Verbindung mit der Intensivierung weiträumiger Kontakte und Warenaustausch sowie Spezialisierungen im Handwerk und der Verarbeitung von Gold, Silber und Kupfer werden durch die Ausgrabungsergebnisse von Agios Sostis, Ftelia, der Zas-Höhle und Strofilas belegt.
Die ersten vorurbanen Siedlungszentren mit Befestigungen während der Frühbronzezeit sind durch die Grabungen von Poliochni auf Limnos, Thermi auf Lesbos und dem Heraion von Samos in der Nordost- und Ostägäis belegt. Anzeichen solcher Gemeinschaftswerke waren bisher für das griechische Festland und die Kykladen nicht bekannt. Lediglich von Markiani auf Amorgos ist ein Wachturm bekannt, der in die Grotta-Pelos-Phase datiert wird. Die Funde von Strofilas zeigen, dass Befestigungen auf den Kykladen schon früher bekannt sind und der Schifffahrt und dem Seehandel eine bedeutende Rolle zukam.

## Schutz und Gefährdung
Der Fundort mit der weiteren Umgebung wurde 1994 als Archäologische Stätte ausgewiesen. Das Gebiet umfasst das Vorgebirge bis zu den nördlich und südlichen angrenzenden Tälern und reicht etwa 1,5 km ins Hinterland fast bis an die Landstraße von Korthi zum Abzweig Stavropeda.
Innerhalb dieses Gebiets wird seit 1977 ein Kalkstein-Tagebau und seit 1983 ein Betonwerk betrieben. Da die Schließung der Anlage erhebliche Auswirkungen auf die Wirtschaft der Insel gehabt hätte, wurde die Umweltauswirkungen untersucht und nach Bedingungen für einen Weiterbetrieb der Industrieanlage gesucht, ohne den Fundort zu schädigen. Für die Untersuchungen von Vibrationen, Lärm und Luftreinhaltung orientierte man sich an entsprechenden internationalen Standards. Während des Überwachungszeitraums herrschten Winde aus nördlicher- und nordöstlicher-Richtung vor, deshalb wurde das Abdecken der Lager bzw. deren Umsiedlung in geschlossene Einrichtungen vorgeschlagen, um die Feinstaubbelastung zum Schutz der Petroglyphen weiter zu reduzieren. Das Erscheinungsbild der Industrieanlage gegenüber der archäologischen Stätte wurde negativ bewertet und Verbesserungen des Sichtbildes vorgeschlagen. Diese umfassen Verfüllung der Steinbruchgrube, das Anlegen von landschaftstypischen Terrassen mit Trockenmauern, die Rekultivierung mit lokalen Pflanzenarten, sowie die Anlage eines Rastplatzes für Besucher der archäologischen Stätte. Eine Sichtbarriere aus bis zu 10 m hohen Bäumen wurde vorgeschlagen.
Seit den 1970er Jahren betreiben die Gemeinden der Insel eine ungeordnete Deponie, 1980 erteilte die Präfektur der Kykladen eine Genehmigung zum Betrieb. Diese Deponie liegt innerhalb des als Archäologische Stätte ausgewiesenen Gebiets, in unmittelbarer Nähe des Steinbruchs. Nach einem Urteil des Staatsrats aus dem Jahr 2010 ist in diesen Bereichen das Ablagern von Müll illegal, in der Begründung wurde auf die Artikel 24.1 und 24.6 der Griechischen Verfassung verwiesen.
Nach lang anhaltenden Regenfällen im Februar 2011 rutsche die Deponie ab, der Müll wurde bis ins Meer gespült. Neben der Umweltverschmutzung wurden auch eine Gefährdung des Fundortes befürchtet. Zwei Monate später war die Deponie wieder in Betrieb.